# Période romaine de Caravage
Vous lisez un « bon article » labellisé en 2018.

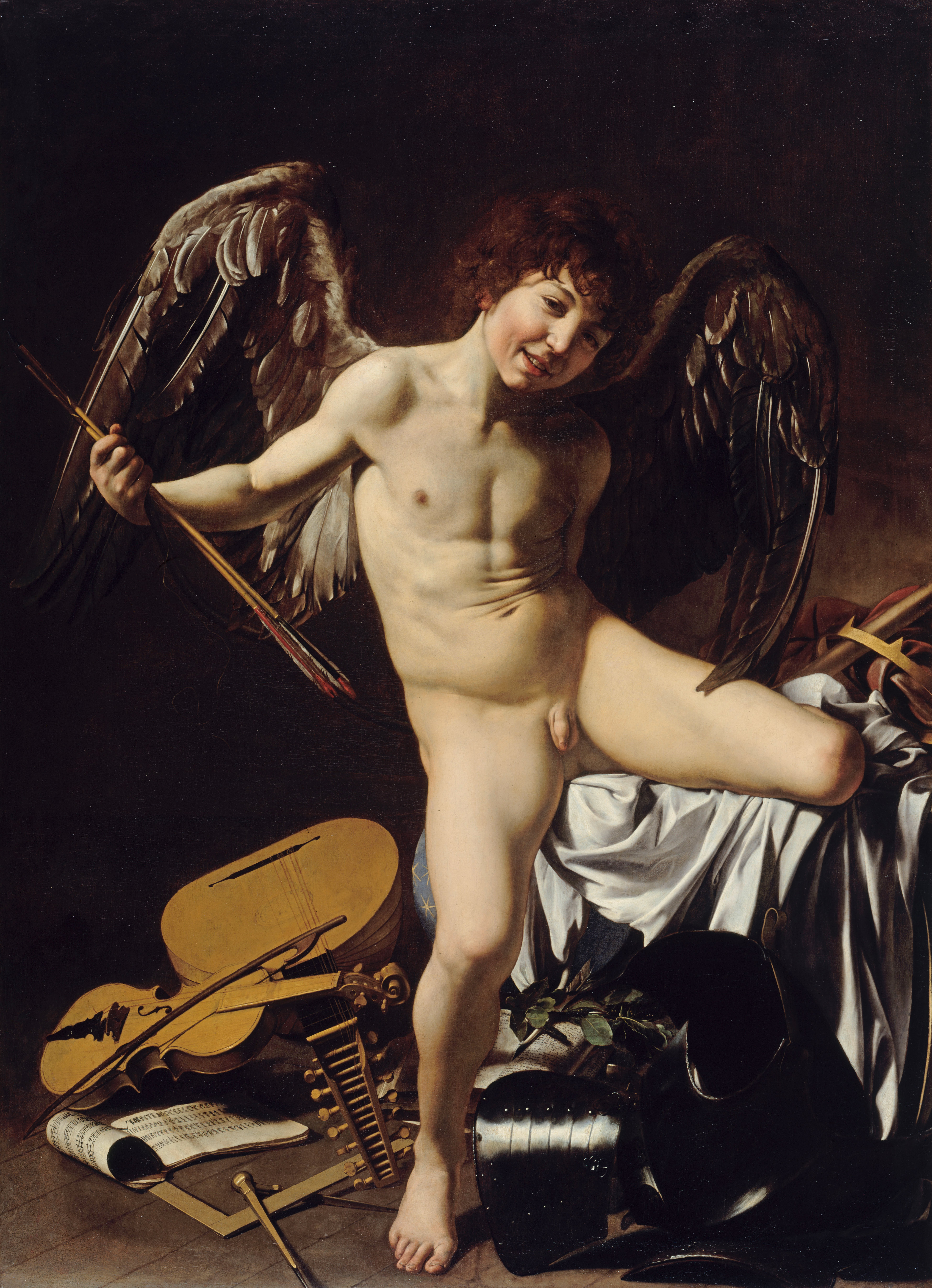
L'Amour victorieux, l'une des œuvres les plus connues que Caravage peint pendant son séjour à Rome.

La période romaine de Caravage est la période durant laquelle le peintre lombard Michelangelo Merisi, dit « Caravage », s'installe à Rome et y rencontre le succès, jusqu'à ce qu'il commette un meurtre qui l'oblige à fuir la ville. La date précise de l'arrivée de Caravage à Rome n'est pas connue avec certitude, mais elle doit se situer entre l'année 1592 et la fin de l'année 1595 ; en revanche il est bien établi que son départ précipité intervient en 1606. En dépit de ses efforts de réhabilitation, il ne retournera jamais dans la ville sainte : il meurt en 1610, alors qu'il vient d'obtenir le pardon papal et qu'il a précisément entamé son voyage de retour vers Rome.
Au cours de cette période d'une dizaine d'années, Caravage passe de l'anonymat le plus complet à la célébrité. Son art évolue également de manière considérable, tant du point de vue du style que des thèmes abordés : après une première époque où il réalise surtout des portraits et des scènes de genre, il s'essaie à des thèmes mythologiques et surtout bibliques ; mis à part quelques portraits, les sujets religieux deviennent même rapidement ses thèmes de prédilection à l'exclusion de tout autre. Grâce à sa rencontre déterminante avec le cardinal del Monte, il parvient à s'imposer à partir de l'année 1600 dans le domaine très exigeant des commandes publiques à destination des églises romaines.
Dès lors, sa production devient très recherchée et bien rémunérée, qu'il s'agisse de tableaux de chevalet à destination de commanditaires privés, ou bien d’œuvres publiques plus monumentales. Les choix artistiques du peintre lombard s'affirment et annoncent déjà sa manière plus tardive, celle qui correspond ensuite aux années d'exil entre 1606 et 1610. Il s'oriente vers des représentations sculpturales, aux contrastes prononcés entre ombres et lumière, et il imprègne ses œuvres d'une spiritualité de plus en plus intense. Son extraordinaire succès ne l'empêche pas, toutefois, de tomber dans certains excès et finalement de devoir quitter précipitamment la ville comme un criminel en fuite.
Le catalogue précis de la production romaine de Caravage est sujet à débat et controverses entre les historiens de l'art, selon que certains tableaux lui sont ou non attribués, ou selon que leur datation précise les situe dans cette période ou pas. Mais les chercheurs s'accordent désormais, globalement, sur un corpus constitué d'une quarantaine d’œuvres connues.

## Avant Rome

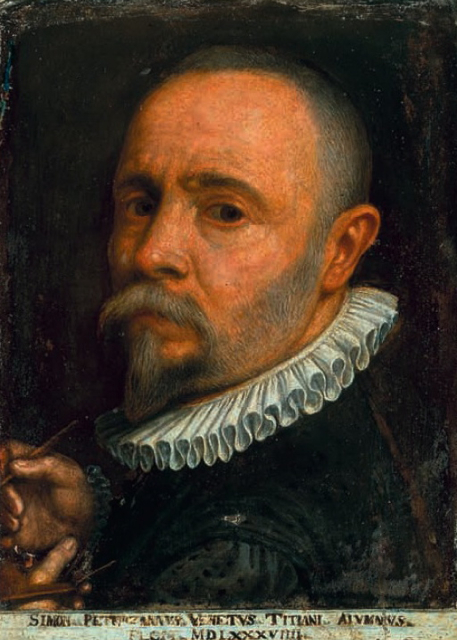
Simone Peterzano, premier maître d'apprentissage du jeune Michelangelo Merisi à Milan.
Autoportrait, 1589.

Le critique d'art Giovanni Pietro Bellori est au XVIIe siècle l'un des tout premiers biographes de Michelangelo Merisi, plus connu sous le nom de « Caravage » : il lui consacre en 1672 une bonne part de ses Vies des peintres, sculpteurs et architectes modernes et fournit quelques informations sur le parcours personnel du peintre avant de s'intéresser surtout à son œuvre. Il identifie son origine lombarde et note avantageusement qu'« il redoubla par sa naissance la gloire de Caravaggio, noble citadelle de Lombardie, patrie aussi de Polidoro, le célèbre peintre. » Il indique que le jeune Merisi travaille d'abord avec son père à Milan sur des chantiers de maçonnerie, où il se prend d'intérêt pour la peinture ; mais il doit fuir Milan, « victime de son tempérament tourmenté et querelleur », afin d'éviter « les conséquences de certaines discordes ». Bellori indique qu'il se rend alors à Venise où il découvre et prend pour modèle le grand Giorgione ; mais il n'indique rien d'autre sur ce séjour vénétien qui est supposé précéder immédiatement son arrivée à Rome.
La recherche en histoire de l'art, au XXIe siècle, confirme ces origines lombardes et établit que Michelangelo entre en apprentissage en avril 1584 à l'âge de 12 ans auprès du peintre Simone Peterzano à Milan. Le séjour dans l'atelier s'achève en avril 1588, mais aucun œuvre éventuellement produite par Merisi à cette époque n'est connue.
Il y a ensuite peu de certitudes historiques, à part une présence attestée en Lombardie en juillet 1592 à la suite de la mort de sa mère, mais les trois années qui suivent ne sont pas du tout documentées ; peut-être se rend-il à Rome, peut-être passe-t-il par Bologne, peut-être aussi Bellori dit-il la vérité en évoquant le séjour à Venise. Toutefois, les historiens de l'art suivent peu cette dernière hypothèse et tendent plutôt à penser que le peintre rentre à Caravaggio de 1589 à 1592, ce qui n'exclut pas des voyages d'étude en Lombardie pendant cette période. Cette question des lieux que fréquente le jeune Caravage reste largement irrésolue, mais elle est fréquemment soulevée par ses biographes qui constatent que son œuvre ultérieure se nourrit largement de diverses sources lombardes et parfois vénitiennes.

## Premiers pas à Rome
L'arrivée de Caravage à Rome se fait donc dans la première moitié des années 1590, vraisemblablement entre 1592 et la fin de 1595 puisque sa présence y est attestée avec certitude en mars 1596, voire dès l'été 1594. Bellori mentionne cette arrivée à Rome dans des circonstances peu favorables : 

« […] il lui fallut demeurer sans protection ni recommandation, incapable d'engager la dépense d'un modèle, sans lequel il ne pouvait pas peindre, et si démuni qu'il ne pouvait assurer sa subsistance. »

 Le biographe poursuit en indiquant que Caravage rejoint alors, « contraint par la nécessité », l'atelier du cavalier d'Arpin où il est chargé de décors de fleurs et de fruits. Toutefois, Bellori ne mentionne pas le maître précédent de Caravage, Mgr Pandolfo Pucci, chez qui il réalise des copies de dévotion (dont on n'a plus trace aujourd'hui) sans en tirer grand salaire. C'est l'époque où il produit ses premières œuvres connues : le Garçon pelant un fruit et le Garçon mordu par un lézard. Il fait rapidement la rencontre du peintre Prospero Orsi, de l'architecte Onorio Longhi et peut-être du peintre sicilien Mario Minniti qui deviennent des amis et qui l'accompagnent dans sa réussite. Il fait également la connaissance de Fillide Melandroni, qui devient une courtisane renommée à Rome et va lui servir de modèle à maintes reprises.

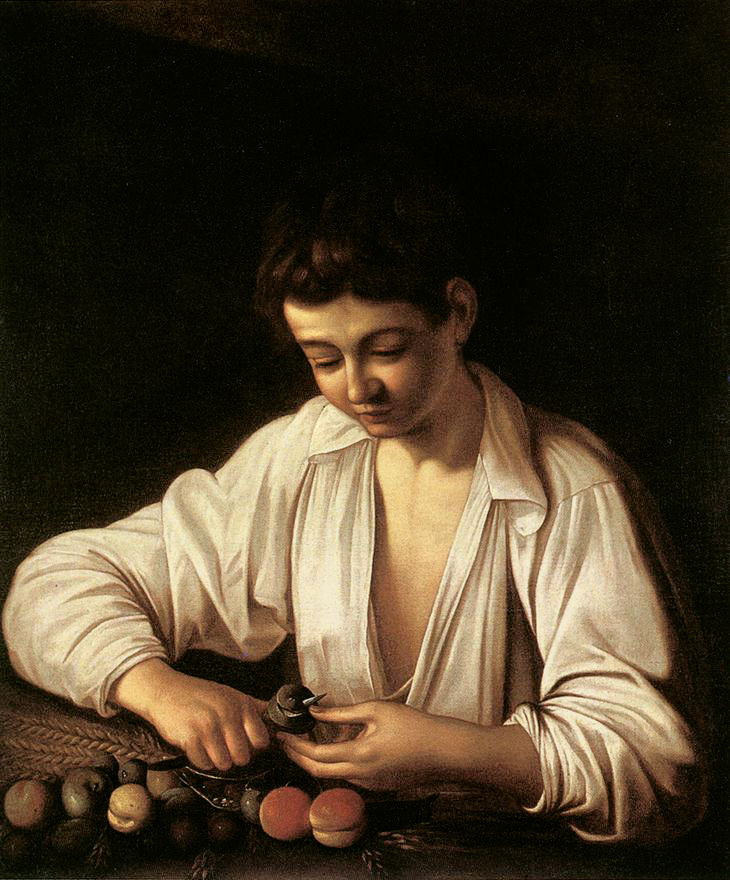
Garçon pelant un fruit (probable copie)
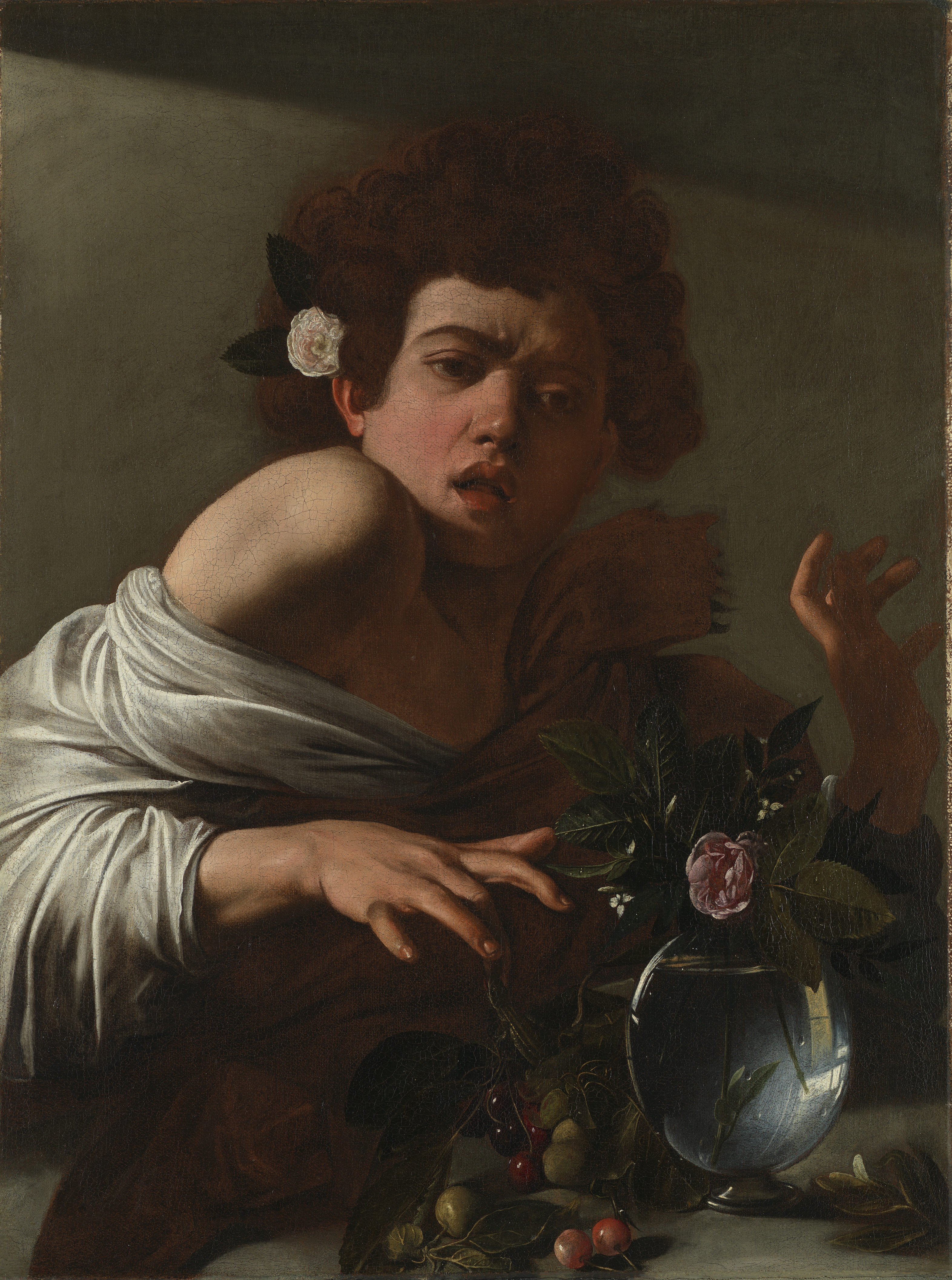
Garçon mordu par un lézard

Pour Bellori, c'est son départ de l'atelier du cavalier d'Arpin qui permet au Caravage d'entrer de plain-pied dans le monde artistique romain : profitant d'une occasion offerte par Prospero Orsi, il développe son art plus librement et Bellori consacre plusieurs pages très élogieuses à indiquer sa méthode de l'époque. C'est probablement au cours de son séjour de huit mois dans cet atelier que Caravage produit Le Petit Bacchus malade et le Garçon à la corbeille de fruits (deux tableaux qui sont ultérieurement confisqués dans cet atelier pour se retrouver ensuite dans la collection du cardinal Scipion Borghèse) ainsi que la Corbeille de fruits qui va rejoindre la collection du cardinal Frédéric Borromée. C'est une période propice pour la production de toiles de petit format, à destination de collectionneurs privés : le cardinal Borromée en constitue un bon exemple, lui qui est un grand admirateur des œuvres de Jan Brueghel de Velours dont les petits formats de fleurs ou de paysages rencontrent un vif succès dans ces années 1593-1594.
Un accident conduit Caravage à l'hôpital de la Consolation et provoque son départ de l'atelier du cavalier d'Arpin, entre 1596 et 1597 : il est blessé par une ruade d'un cheval, reçue à l'occasion d'une dispute avec un palefrenier. Il peint à ce moment des tableaux mal identifiés pour le prieur de l'hôpital, que ce dernier emportera plus tard en Sicile. Puis, au printemps 1597, il s'installe chez Mgr Petrignani où il peint peut-être la Madeleine repentante ainsi que le Repos pendant la fuite en Égypte : ce sont là ses premières incursions dans l'art à thème religieux.

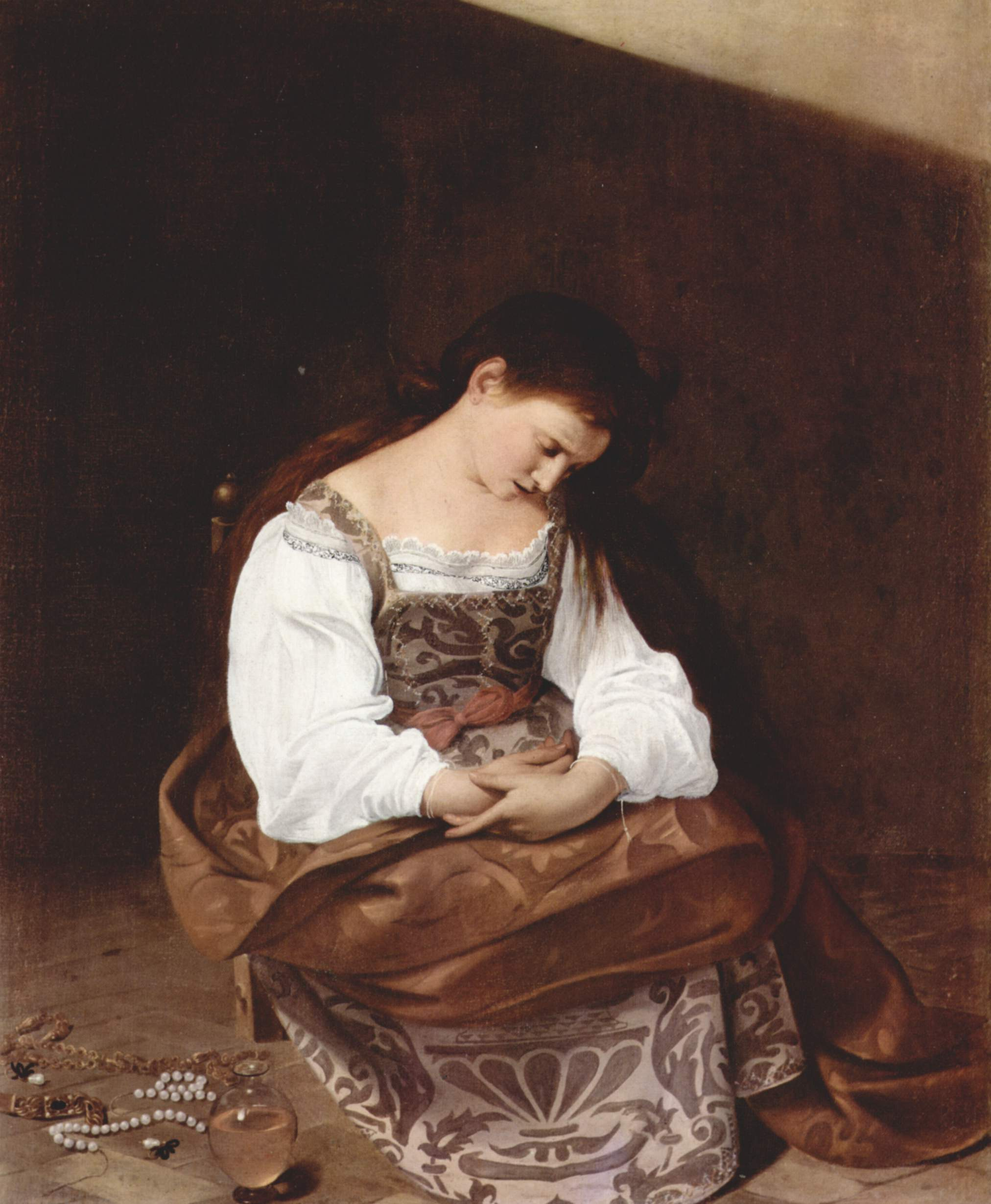
Madeleine repentante
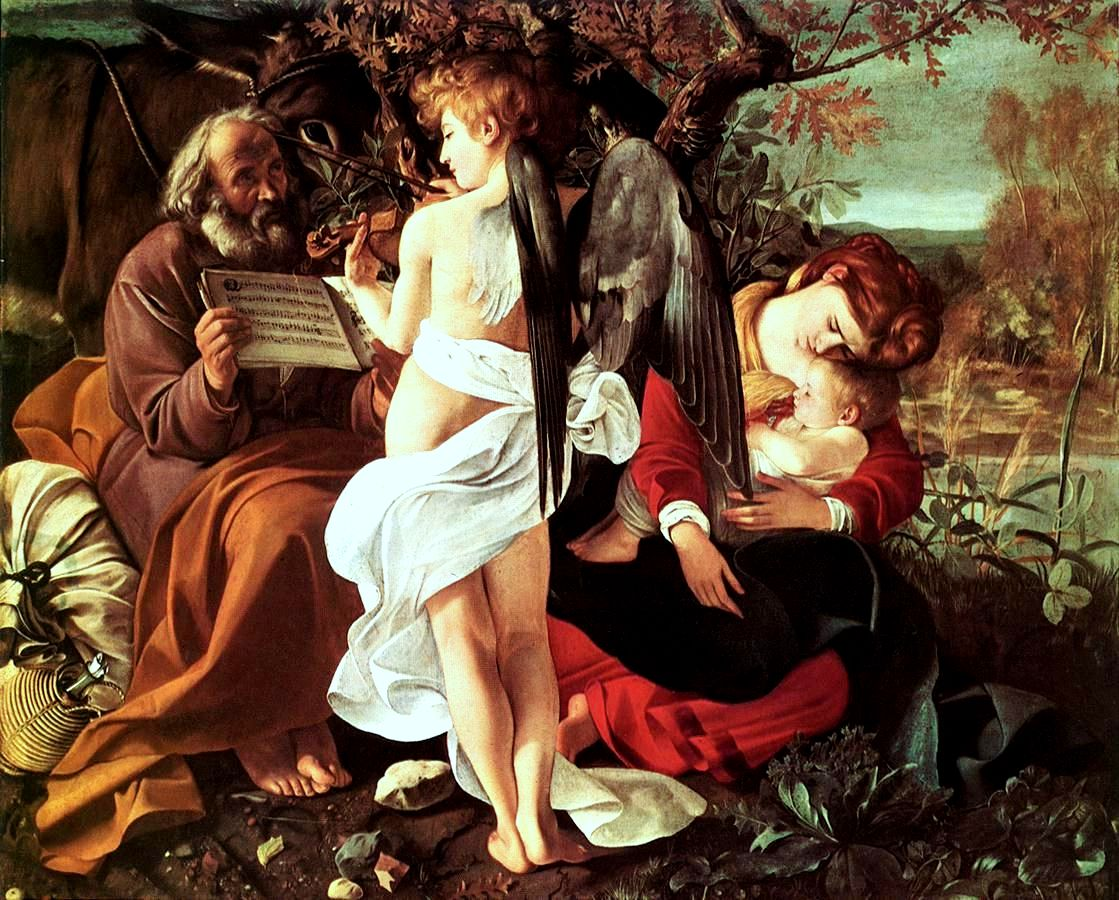
Repos pendant la fuite en Égypte

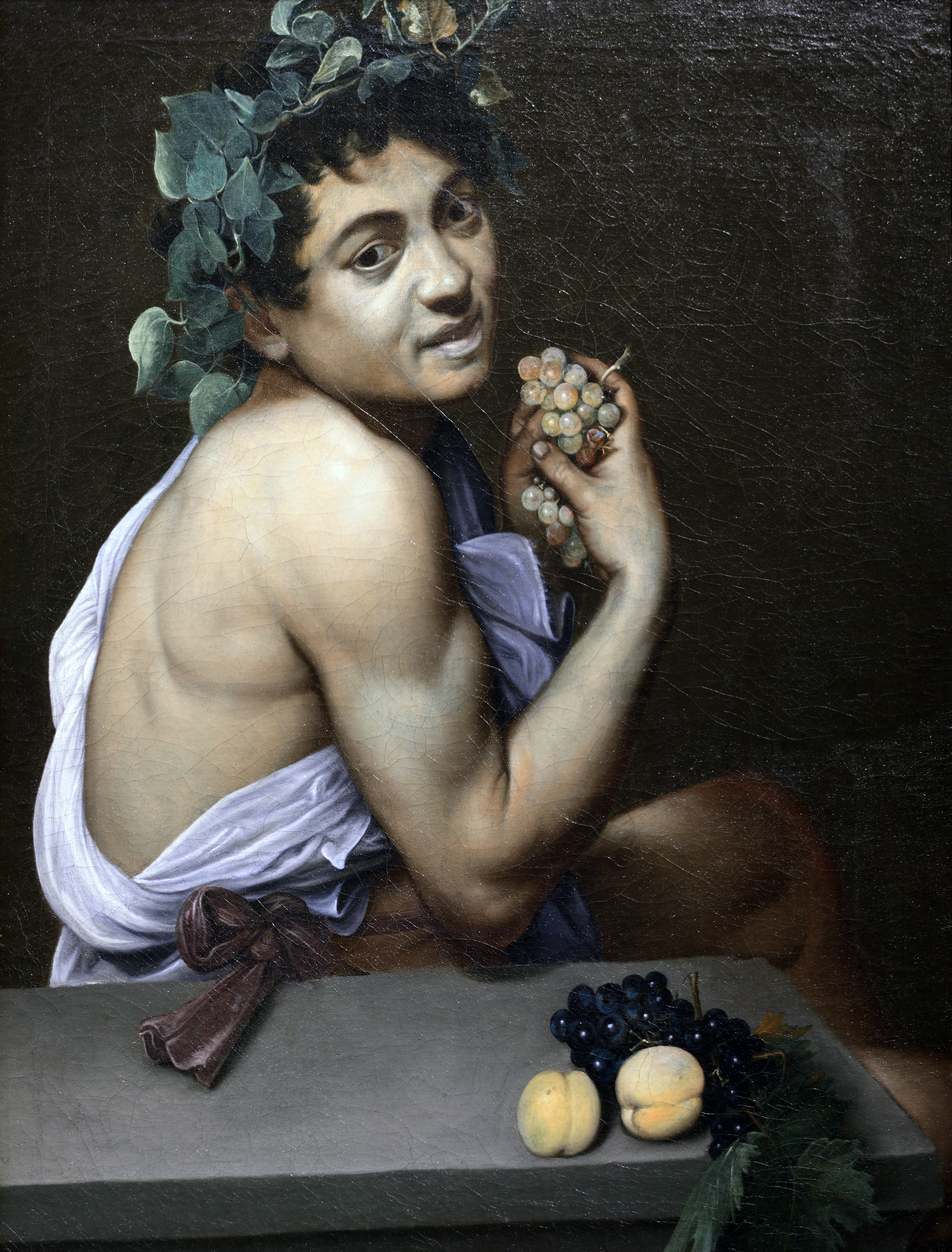
Le Petit Bacchus malade

La recherche en histoire de l'art ne permet pas, toutefois, d'établir avec certitude la chronologie de cette période où Caravage n'a pas encore atteint la célébrité qui sera la sienne quelques années plus tard. Aussi existe-t-il bon nombre d'hypothèses chronologiques concernant les différents emplois de Caravage, et les moments précis où il aurait composé ses premières œuvres connues. Gérard-Julien Salvy propose ainsi une autre chronologie de cette période romaine, qui s'appuie davantage sur la biographie de l'historien de l'art Giovanni Baglione, contemporain de Caravage : il situe les débuts du Lombard avec un engagement à la fin 1592 dans l'atelier de Lorenzo Siciliano, suivi très vite d'un hébergement chez Mgr Pucci. Siciliano, de son vrai nom Lorenzo Carli, est un peintre sicilien né à Naso, près de Messine, et auteur d’œuvres destinées aux parties les plus modestes du marché. Début 1593, Caravage serait embauché chez le peintre Antiveduto Grammatica près de l'église San Giacomo in Augusta où il aurait été employé à peindre des copies et où il produit sans doute ses premiers tableaux connus comme le Jeune garçon mordu par un lézard ou le Petit Bacchus malade. Ce serait une période rendue d'autant plus difficile qu'il est hospitalisé à cause de l'accident avec le cheval : Salvy identifie le prieur de l'hôpital comme devant être le Sicilien Giovanni Butera. Après ce séjour, Merisi entrerait en juin 1593 au service du cavalier d'Arpin pour en repartir en janvier 1594 « dans des circonstances troubles ». C'est alors, selon Baglione (biographe et néanmoins ennemi déclaré de Caravage), Mgr Fantino Petrignani qui héberge Caravage pour un court moment avant que ce dernier n'attire enfin l'attention de Mgr del Monte, chez qui il va résider plusieurs années : il y est certainement déjà en juillet 1597, et peut-être dès 1595.
Quelle que soit l'exacte vérité chronologique, il apparaît en tout cas que les premiers pas de Caravage dans la cité romaine ne sont pas linéaires : ils le conduisent rapidement d'un emploi à l'autre, et l'artiste y produit des œuvres de jeunesse qui rencontrent déjà l’intérêt de collectionneurs dans un contexte culturel très actif. La ville est alors sous l'absolue domination de l'Église, et occupe en Europe une place prééminente dans le domaine artistique ; les artistes comme les mécènes s'y pressent afin de se trouver au plus près des nouvelles tendances. C'est aussi l'époque où Caravage se lie d'amitié avec des personnes qui vont compter dans les années suivantes : les peintres Mario Minniti, Prospero Orsi ou encore l'architecte Onorio Longhi.

## Les rencontres et le début du succès

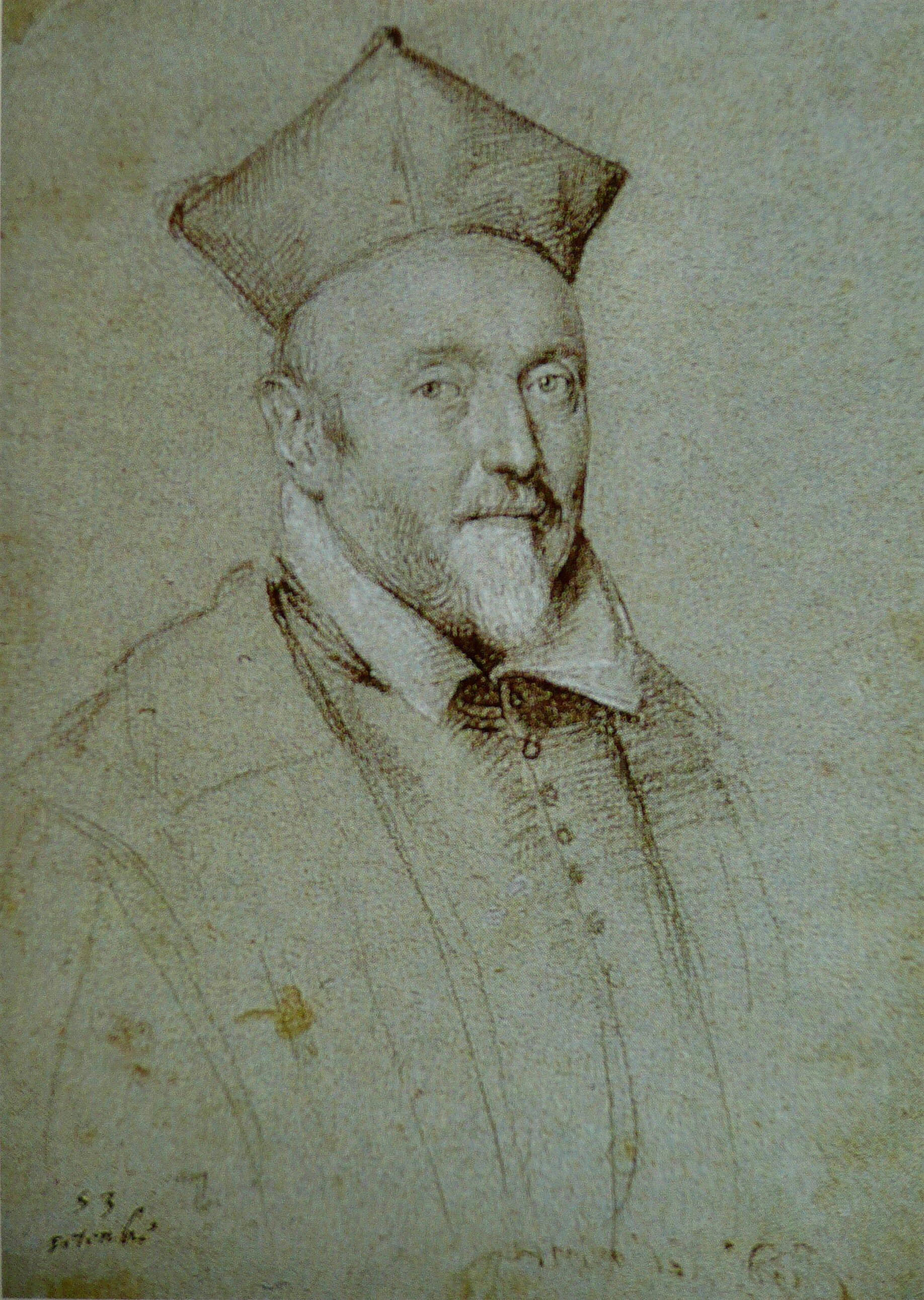
La rencontre avec le cardinal del Monte est déterminante pour le jeune artiste.
Portrait du cardinal par Ottavio Leoni, 1616 (musée Ringling, Sarasota).

La rencontre avec le cardinal del Monte est déterminante pour le jeune Caravage qui va acquérir un nouveau statut et se trouver en position d'obtenir des commandes plus significatives. L'importance de cette rencontre est ainsi résumée par le critique d'art Alfred Moir : « Quand [Caravage] s'installa au Palazzo Madama, résidence de del Monte, […] sa fortune était pour ainsi dire faite ». D'après Bellori, c'est son tableau des Tricheurs (qu'il appelle Le Jeu de Cartes) qui attire et charme le cardinal, lequel « [comble] son auteur de faveurs et [l'élève], lui donnant dans sa maison une place honorable, au milieu de ses gentilshommes ». Bellori poursuit en soulignant l'appétence de Caravage pour des expérimentations sur l'ombre et la lumière, et il cite un certain nombre de tableaux produits à cette époque comme Les Tricheurs, Les Musiciens, Le Joueur de luth, Sainte Catherine d'Alexandrie, un Saint Jean-Baptiste, un portrait du cavalier Marin et la célèbre Tête de Méduse,. À cette liste doivent s'ajouter La Diseuse de bonne aventure, Bacchus et le très singulier Jupiter, Neptune et Pluton que Caravage réalise sur le plafond de la villa du cardinal del Monte à Porta Pinciana, puis Marthe et Marie-Madeleine sur commande d'Olimpia Aldobrandini.

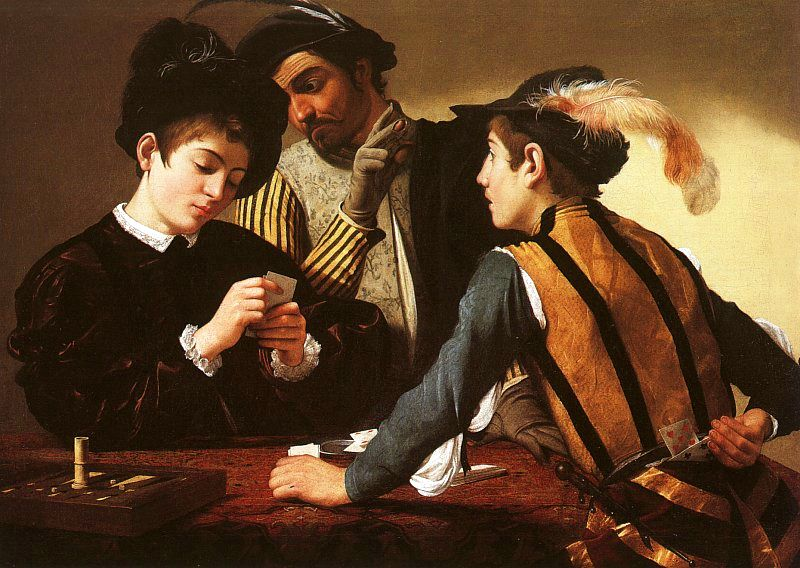
Les Tricheurs
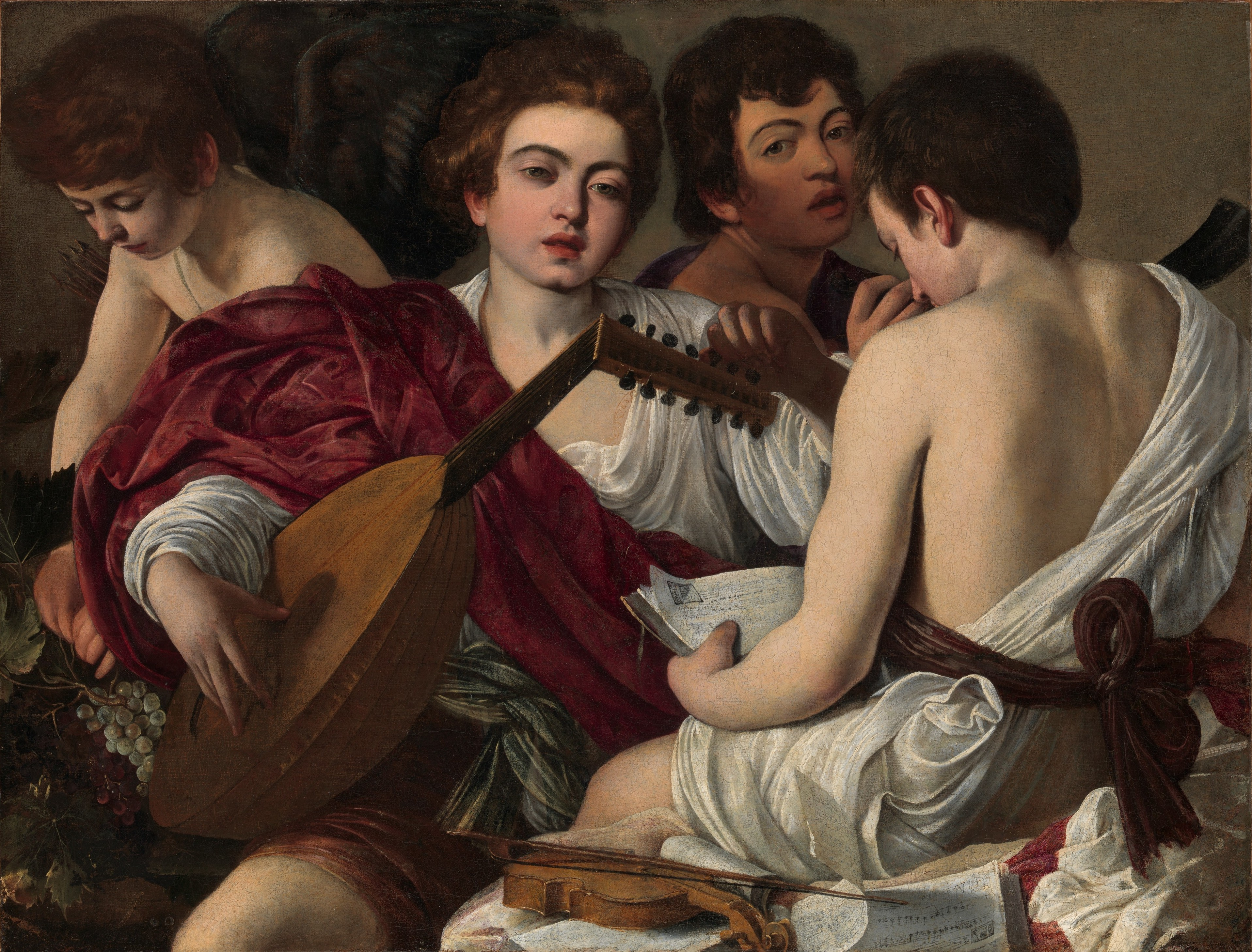
Les Musiciens
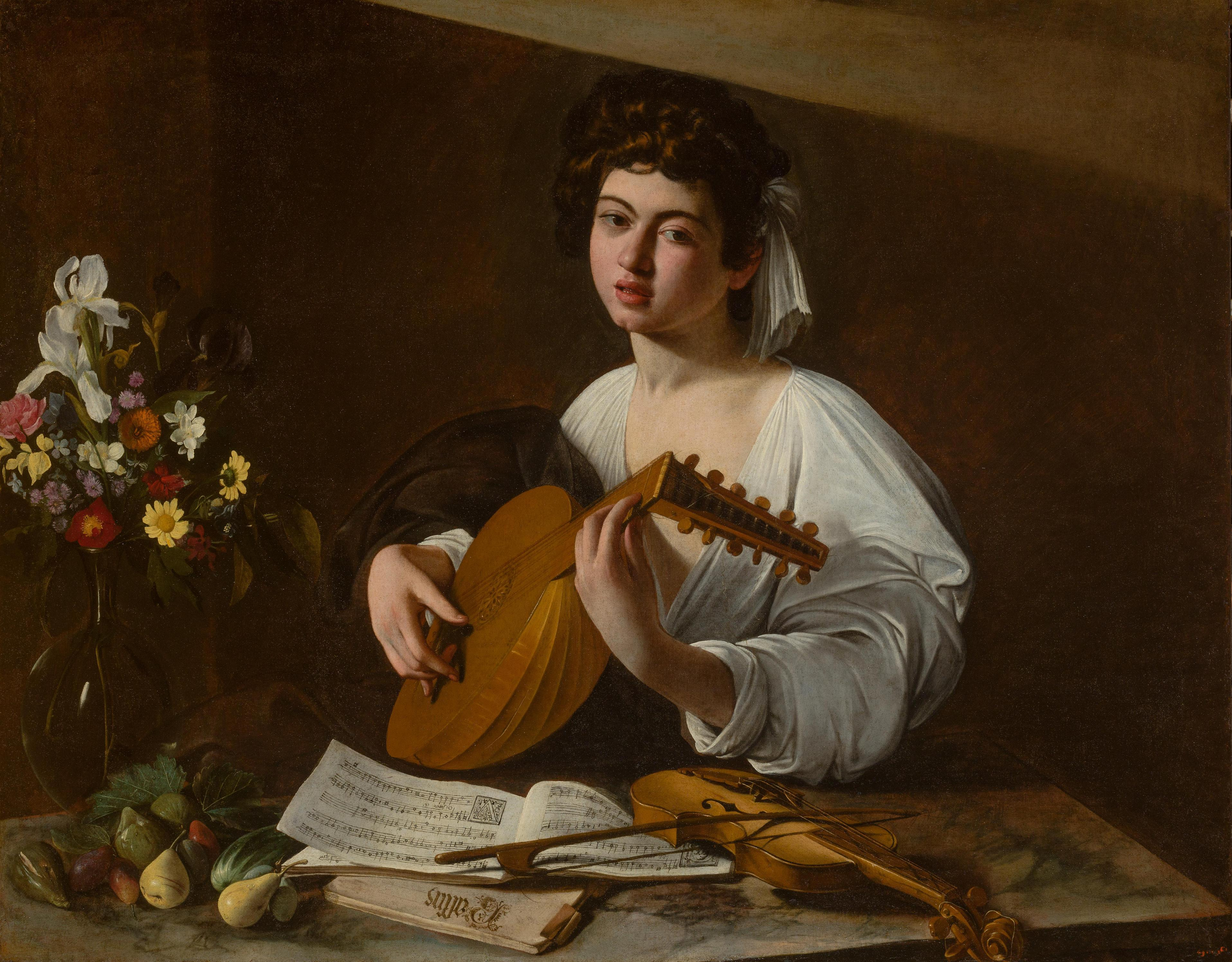
Le Joueur de luth (version de l'Ermitage)
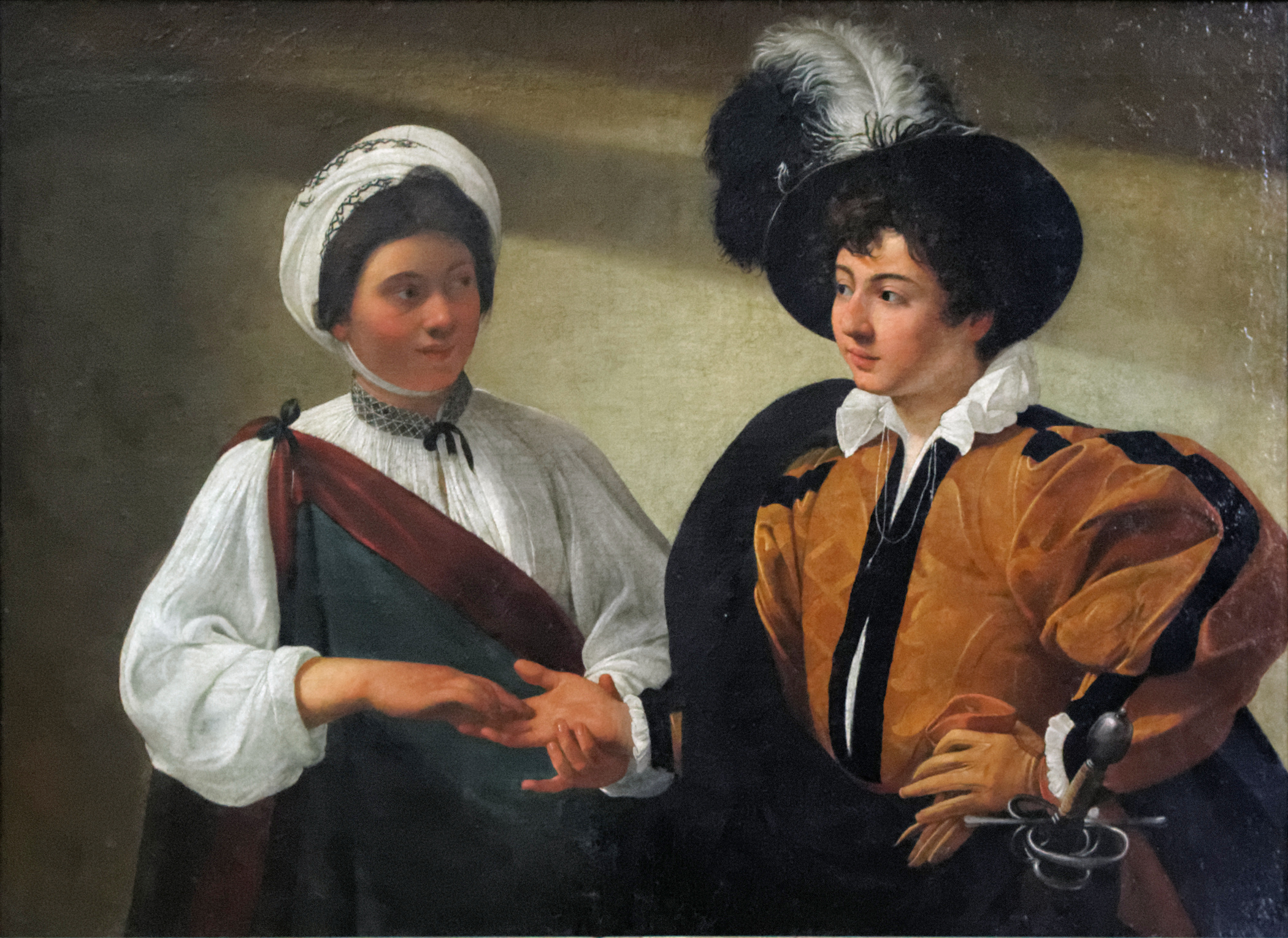
La Diseuse de bonne aventure (version du Louvre)
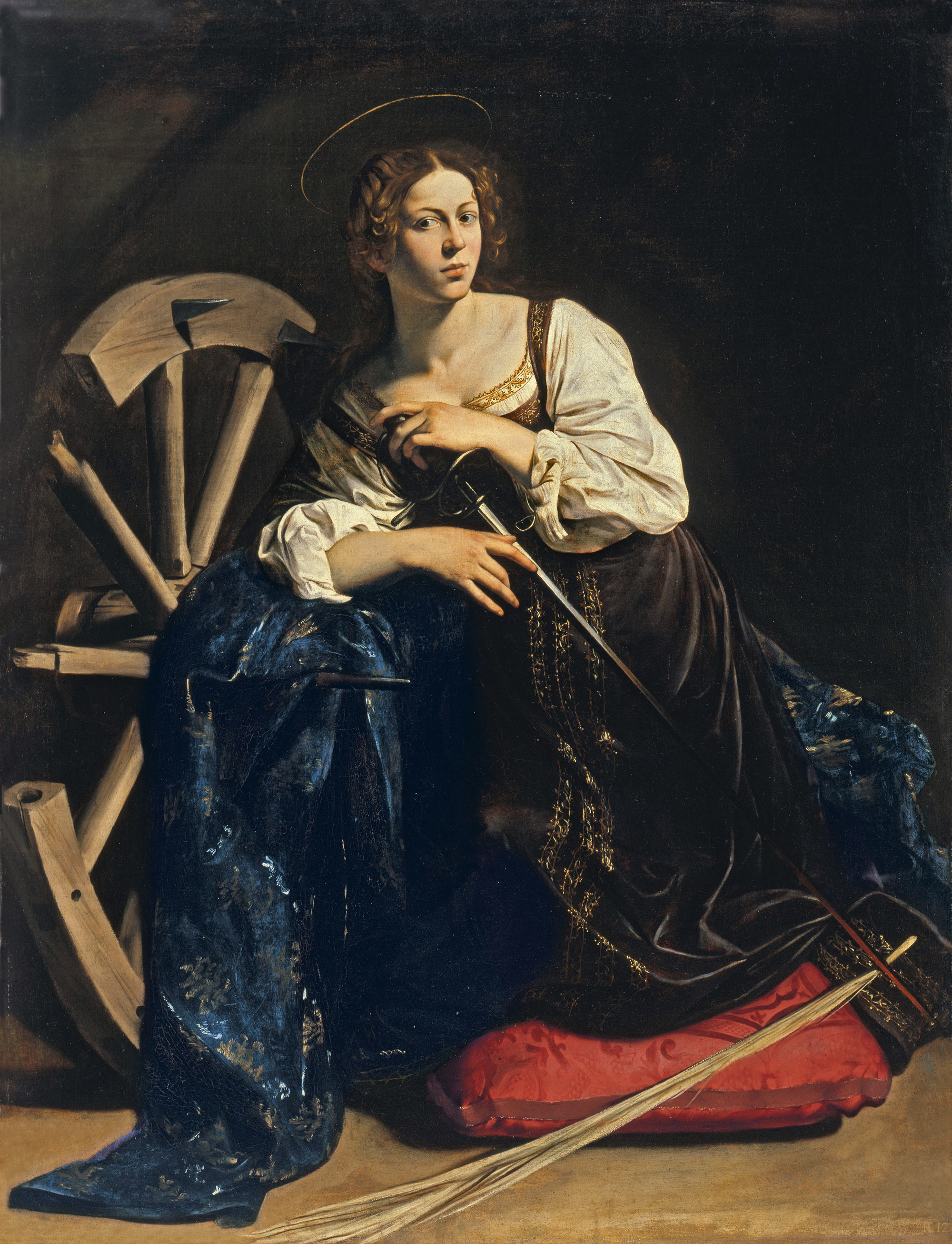
Sainte Catherine d'Alexandrie
Marthe et Marie-Madeleine

Il est hasardeux de vouloir déterminer avec certitude quelles œuvres sont produites avant ou pendant le séjour de Caravage chez del Monte ; mais il est certain qu'à la mort du cardinal en 1626, huit toiles du Lombard figurent parmi l'inventaire de ses biens : La Diseuse de bonne aventure et Les Tricheurs achetées par lui, Le Jeune Saint Jean-Baptiste au bélier dont il a hérité, et cinq autres qu'il a probablement commandées : une Carafe de fleurs aujourd'hui disparue, Les Musiciens, Le Joueur de luth, L'Extase de saint François et Sainte Catherine d'Alexandrie, à quoi s'ajoute la fresque de Jupiter, Neptune et Pluton.

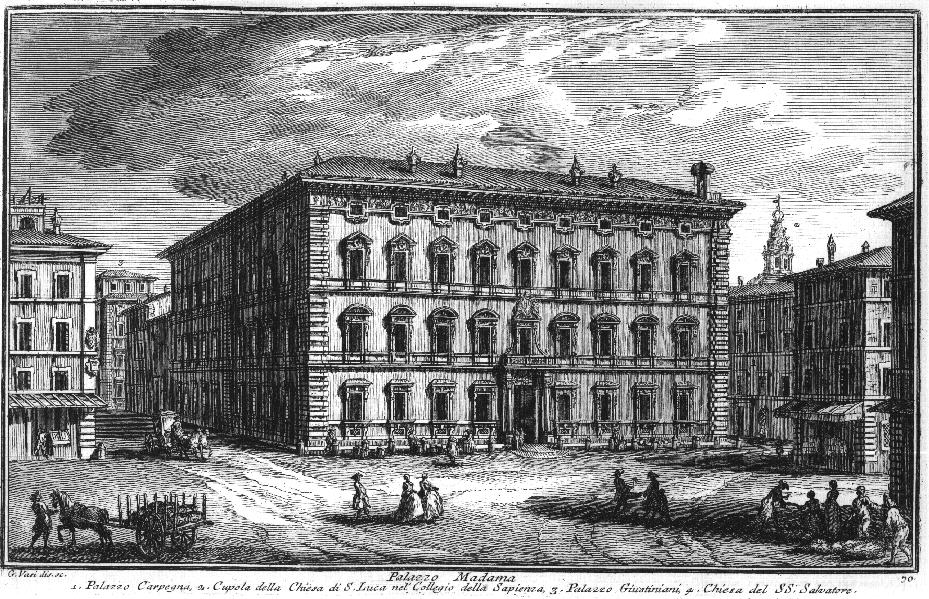
Le Palazzo Madama, résidence de Mgr del Monte où vient s'installer Caravage. Gravure du XVIIe siècle par Giuseppe Vasi.

Caravage bénéficie donc en cette fin de siècle d'une irrésistible ascension sociale autant qu'artistique — mais cette ascension ne va pas sans heurts, car s'il acquiert certaines manières nobiliaires et porte désormais l'épée au côté, le jeune Lombard n'en témoigne pas moins d'un tempérament fougueux qui lui vaut d'être mêlé à plusieurs affaires judiciaires. Par l'entremise de del Monte, il accède peu à peu à un vaste réseau de connaisseurs qui vont au-delà des simples collectionneurs qui recherchent déjà activement ses œuvres. Ses années romaines lui permettent donc non seulement de se rapprocher de réseaux sociaux plus propices au développement de sa clientèle, mais aussi de développer ses connaissances et sa sensibilité dans les domaines de la musique, de la poésie, du symbolisme qui sont alors indissociables de celui de la peinture. Dès son embauche auprès du cavalier d'Arpin, Caravage entre en contact avec ce monde culturel ; et son rapprochement avec del Monte ainsi qu'avec Giustiniani ne fait que confirmer cette orientation, en y ajoutant un goût affirmé pour les sciences. D'autres rencontres au-delà du domaine strictement pictural sont importantes, comme l'amitié que Caravage développe aux alentours de l'année 1600 avec le poète Giambattista Marino, dit « le cavalier Marin ».
Son style s'affine et s'affirme pendant ces années romaines : il se base désormais sur un fond sombre, à partir duquel il travaille rapidement, probablement sans effectuer de dessins préparatoires mais en marquant la pâte par des incisions afin de fixer les grandes lignes de sa composition. Il joue également de plus en plus sur les contrastes marqués entre l'ombre et la lumière, et son art gagne en complexité. Au fil des années, il se tourne vers une expression psychologique plus intense et plus intériorisée, tout en s'inspirant davantage de la statuaire antique.

## Le tournant du siècle
L'année 1599 marque un tournant dans la carrière de Caravage, grâce à la commande que lui obtient del Monte et qui le révèle au grand public, la commande dite « Contarelli », pour l'église Saint-Louis-des-Français. Il s'agit d'orner de tableaux les murs d'une chapelle en l'honneur de feu le cardinal Matteo Contarelli, en y représentant des scènes de la vie de son saint patron Matthieu l'évangéliste. Il fournit d'abord rapidement deux tableaux représentant La Vocation puis Le Martyre de saint Matthieu ; deux ans plus tard, il complète cet ensemble avec un Saint Matthieu et l'Ange.
Le défi est d'importance pour le jeune peintre qui a certes déjà produit quelques œuvres de dévotion mais qui s'est surtout fait connaître pour ses scènes de genre et ses natures mortes ; par ailleurs, il n'a jamais travaillé sur d'aussi vastes surfaces. La chronologie détaillée des trois tableaux reste sujette à débats, toutefois il est certain que Caravage rencontre des difficultés pour atteindre l'objectif fixé : Le Martyre de saint Matthieu subit par exemple de nombreuses et considérables modifications en cours de réalisation, tandis que sa première proposition pour Saint Matthieu et l'Ange est finalement remplacée par une tout autre version. Quoi qu'il en soit, lorsque la décoration de la chapelle Contarelli est révélée au public en 1600, la renommée de Caravage devient instantanément considérable dans le milieu romain de la peinture : il devient l'un des artistes les plus demandés de la ville.

Les tableaux « Contarelli » lancent définitivement la carrière de Caravage.
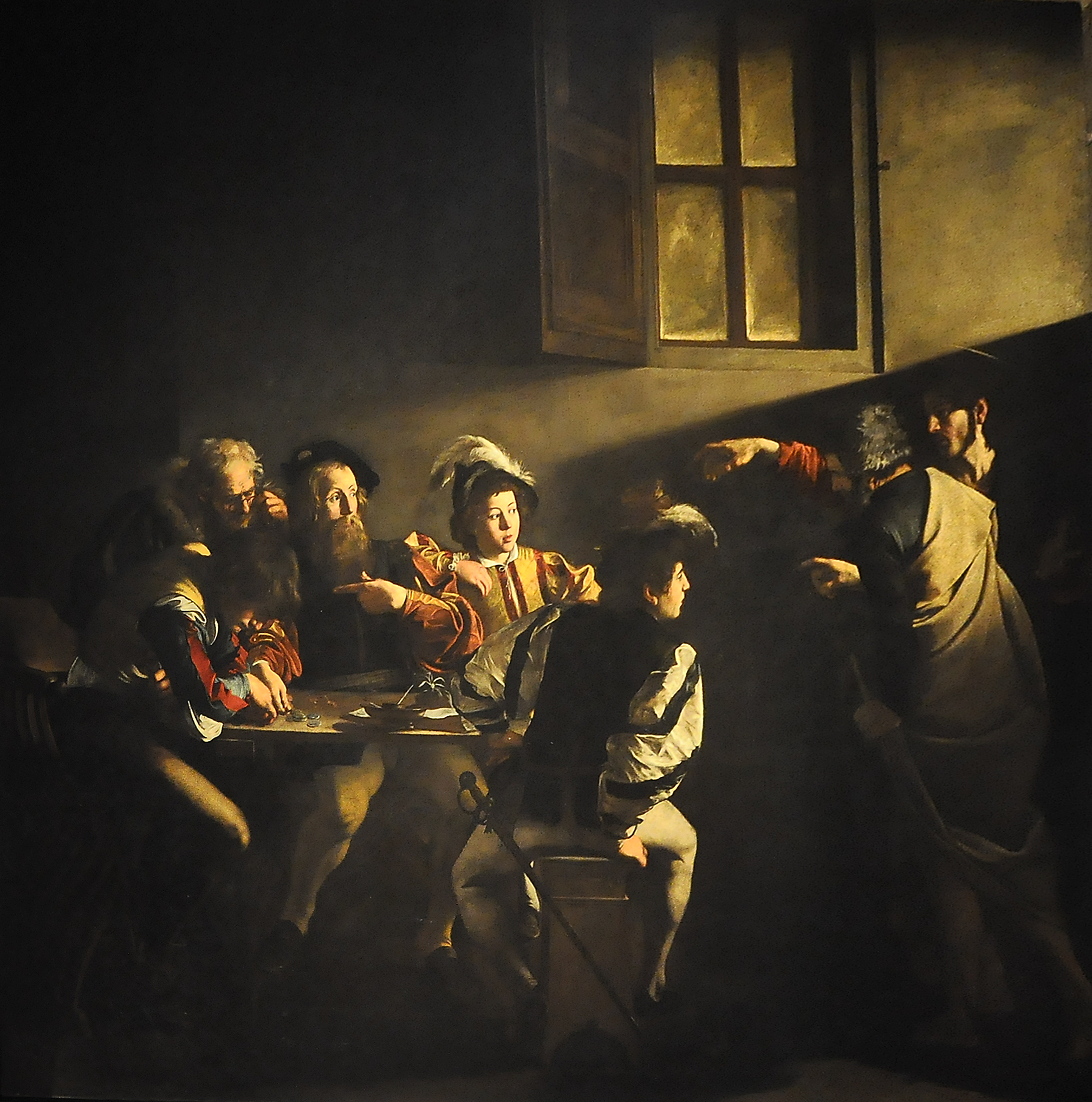
La Vocation de saint Matthieu.
Saint Matthieu et l'Ange (seconde version).
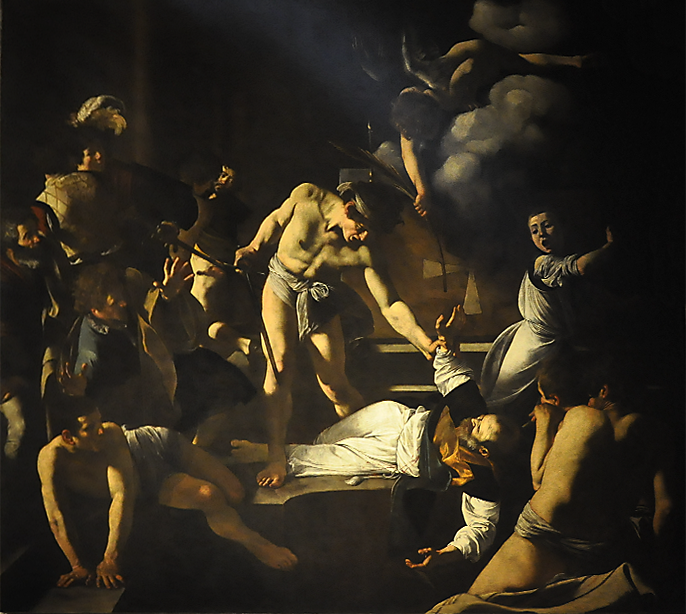
Le Martyre de saint Matthieu.

À la commande Contarelli succède immédiatement en 1600 la commande Cerasi, selon les termes de laquelle Caravage doit décorer les murs d'une chapelle de l'église Santa Maria del Popolo ; ce contrat le désigne en latin comme « egregius in Urbe Pictor », c'est-à-dire comme un peintre célèbre à travers toute la ville. En parallèle à ces grands succès publics, les commandes provenant de collectionneurs privés se succèdent et Caravage n'est désormais plus uniquement lié au cardinal del Monte mais entretient des rapports étroits avec d'autres grands personnages comme les frères Giustiniani, le banquier Ottavio Costa, la famille Mattei ainsi que le jeune Maffeo Barberini qui, en 1623, deviendra pape sous le nom d'Urbain VIII. Toutefois, le succès que rencontre Caravage compte quelques revers : paradoxalement, alors même que les commandes se succèdent, il doit faire face à plusieurs rejets car sa façon de traiter certains sujets n'est pas acceptable pour tous ses commanditaires. C'est ainsi que les premières versions de ses tableaux pour la chapelle Cerasi sont rejetées (pour être immédiatement rachetées par le cardinal Sannesio) ; il en est de même, probablement, pour sa première version de Saint Matthieu et l'ange ou encore pour sa Mort de la Vierge.

Le succès n'empêche pas certaines toiles de se voir refusées.
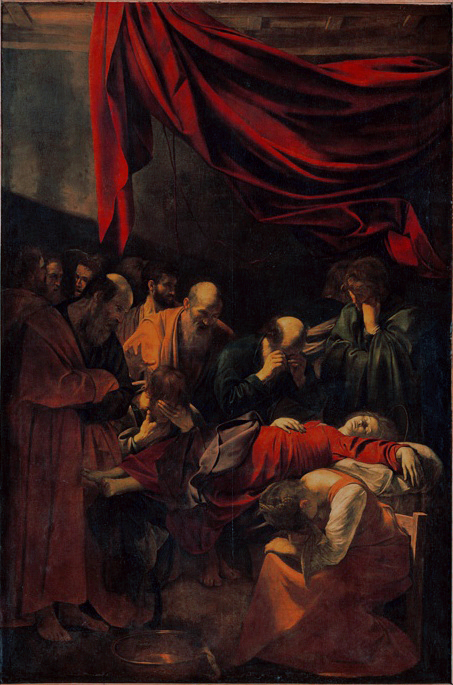
La Mort de la Vierge
La Madone des palefreniers
La Conversion de saint Paul, version « Balbi »

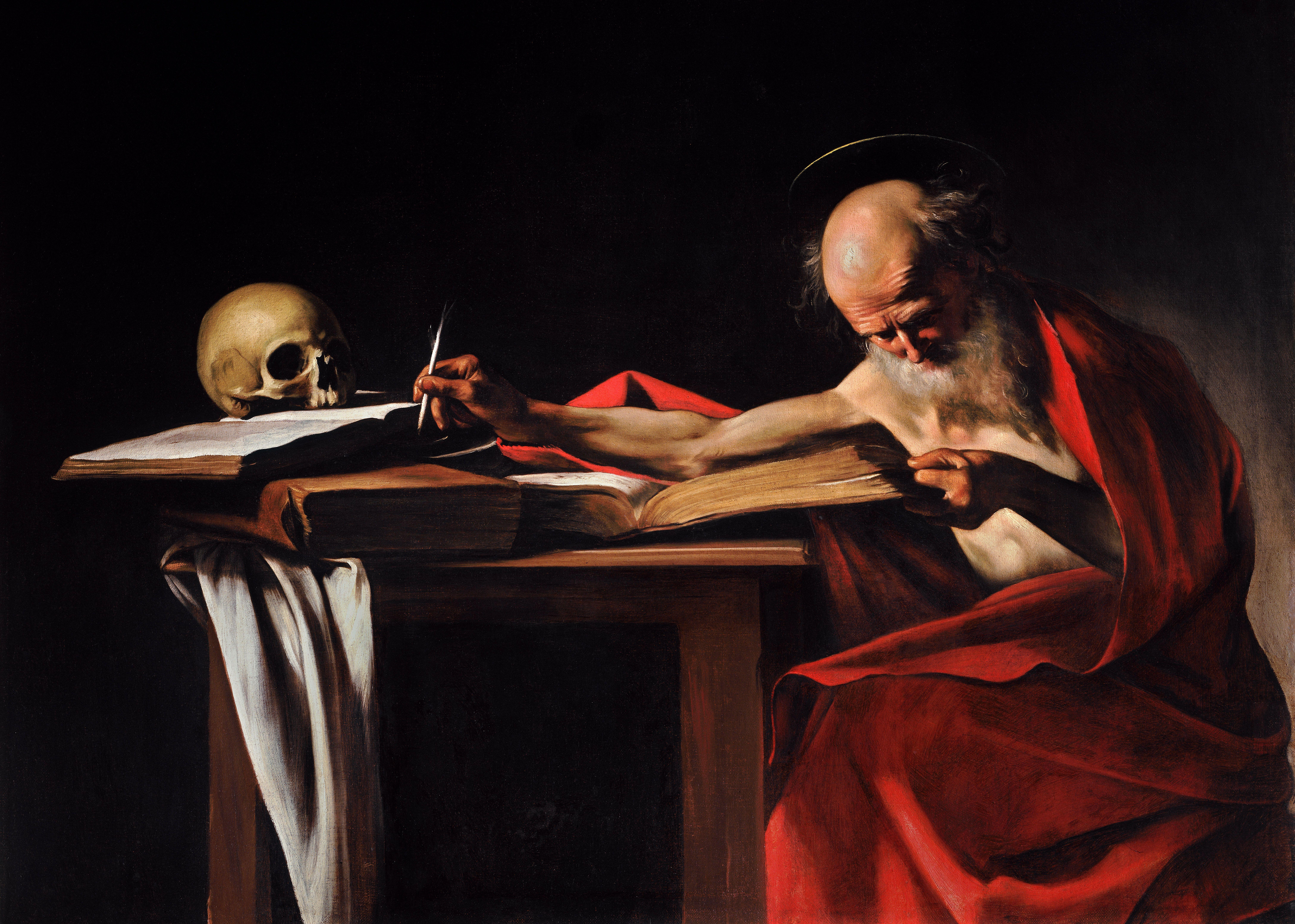
Simplicité monumentale de la composition, intensité de l'expression : le Saint Jérôme de la galerie Borghese illustre bien l'évolution stylistique de Caravage au fil de ses années romaines.

En s'approchant de la fin de cette période romaine, Caravage propose de plus en plus souvent des compositions où des figures resserrées, sculpturales, s'organisent selon des axes très lisibles (L'Incrédulité de saint Thomas ; La Mise au tombeau) ; les fonds sombres en font ressortir la plasticité, se rapprochant ainsi de compositions « classiques ». Ses biographes du XVIIe siècle, Bellori et Baglione, voient tous deux dans La Mise au tombeau un véritable apogée de son œuvre romain. On retrouve à cette époque, dans d'autres œuvres moins monumentales comme Le Jeune Saint Jean-Baptiste au bélier ou L'Amour triomphant, la même présence sculpturale des personnages et ce que Schütze appelle « le dialogue ostensible avec des modèles artistiques de la Haute Renaissance ». Il y a une continuité évidente dans les grands tableaux religieux que Caravage réalise à partir de la commande Contarelli jusqu'à son départ de Rome ; mais cela n'empêche pas d'y percevoir aussi une nette évolution stylistique — surtout en 1605-1606 — qui annonce déjà sa manière tardive, celle de Naples, de Malte et de la Sicile. L'artiste se dirige résolument vers une réduction drastique des moyens d'expression picturaux associée à une spiritualisation intense, exprimée de plus en plus à travers des thèmes religieux dont celui de la Vierge Marie qu'il traite fréquemment.

Le thème marial est traité à plusieurs reprises pendant la période romaine.
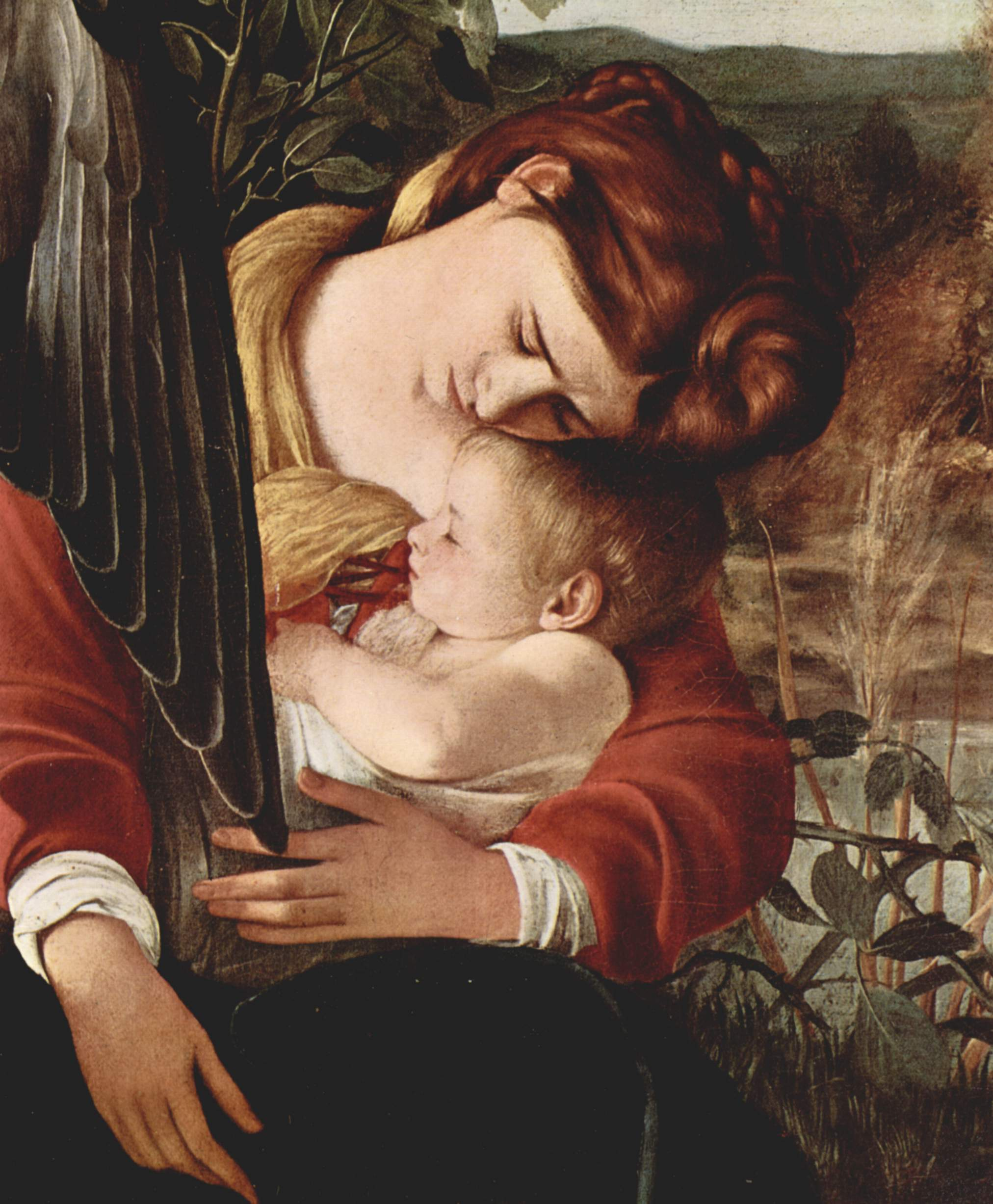
Le Repos pendant la fuite en Égypte (détail)
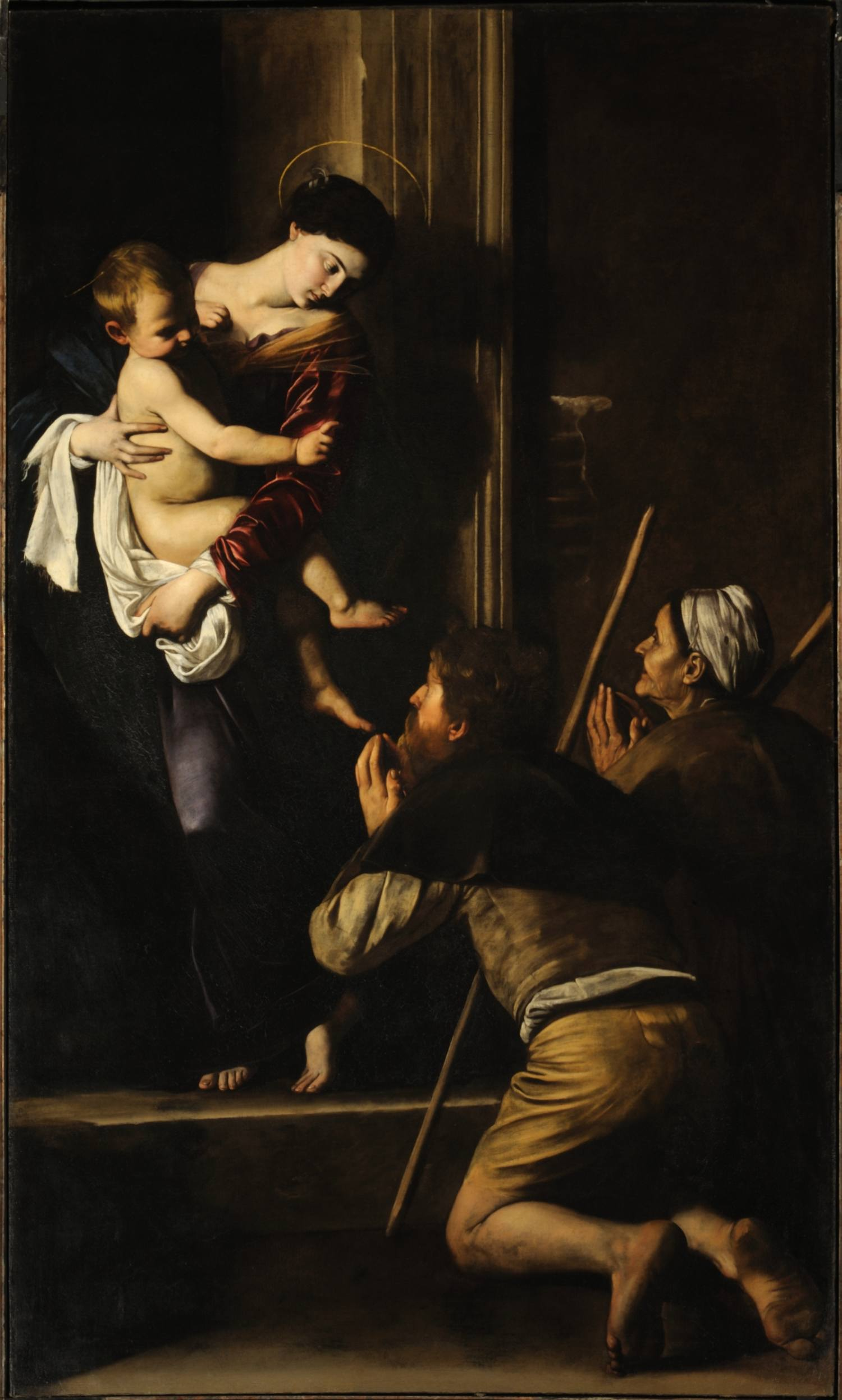
La Madone des pèlerins
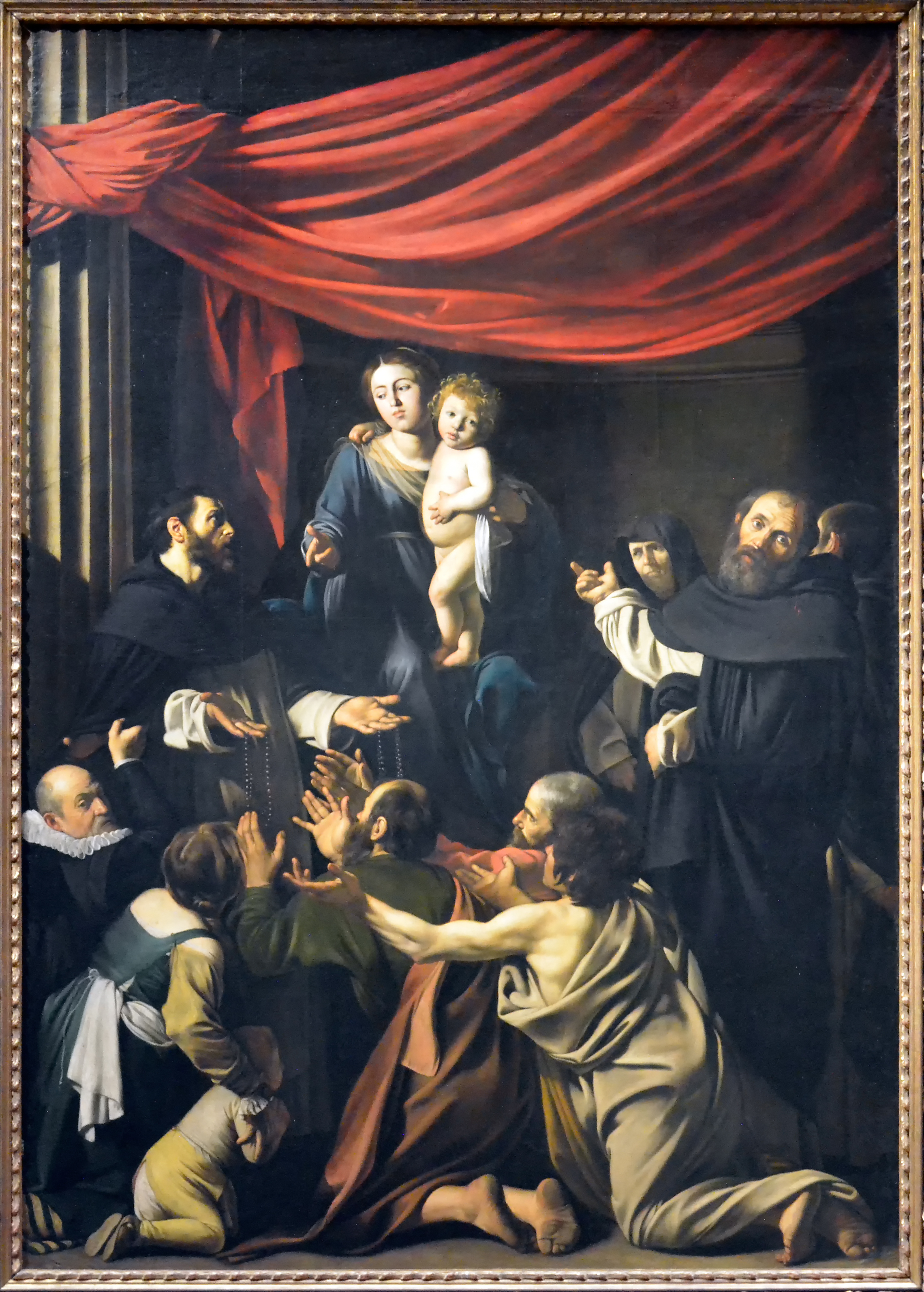
La Madone du rosaire

## Violences et fuite
La violence est souvent présentée comme un trait de caractère essentiel chez Caravage (qui, de fait, achève cette période romaine en commettant un meurtre), et c'est en effet un élément important de sa vie comme de son œuvre. Le chercheur John Varriano estime qu'un tiers des tableaux qui lui sont attribués dépeignent une scène de violence, avec une prédilection pour les décapitations ; le lien entre la vie et l’œuvre de Caravage est d'autant plus fort qu'il semble employer à plusieurs reprises ses propres traits dans ces têtes tranchées (comme pour Méduse).
Cette réalité doit toutefois être modérée à la lumière de plusieurs analyses. Il y a d'abord des éléments de contexte : la ville de Rome est à l'époque une ville agitée où les actes d'incivilité et de violence sont monnaie courante, ce qui est d'autant plus vrai en période de vacance du siège papal : or deux papes meurent successivement dans la seule année 1605, ce qui jette la ville dans un profond trouble. De plus, les luttes d'influence auprès du gouvernement papal, entre les clans français et espagnol, contribuent également à tendre la situation.
De fait, Caravage se fait amplement remarquer pour son inconduite à cette période : pas moins de douze mentions le concernant apparaissent dans les archives de la police pour l'année 1605. Son premier biographe, le peintre Giovanni Baglione, ne manque pas d'insister sur ce point — néanmoins son opinion est à prendre avec distance dans la mesure où il est lui-même partie prenante dans un procès pour injures publiques qui l'oppose à Caravage en 1603. Il est vrai que le peintre lombard préfère se faire justice lui-même plutôt que de recourir aux tribunaux lorsqu'il s'estime attaqué ; et ses sentiments d'honneur des plus exacerbés lui valent de nombreuses altercations — surtout à partir du moment où la commande Contarelli commence à lui apporter succès et renommée.
Confirmant ce point, la chercheuse Sybille Ebert-Schifferer rappelle néanmoins elle aussi que cette attitude et ces divers forfaits n'ont rien d'inhabituel pour le lieu et l'époque, et que cela n'empêche aucunement l'afflux de commandes de tableaux, y compris provenant de personnes fort pieuses et socialement haut placées. D'ailleurs, à compter de 1602 et dans la mesure où l’œuvre conservé nous permet de le constater, Caravage ne réalise presque plus que des commandes de peintures religieuses : selon les termes d'Ebert-Schifferer, ces années de troubles sont aussi celles où il produit des tableaux de dévotion bouleversants. La chercheuse Francesca Cappelletti résume cette ambivalence dans une simple formule : il « joue à l'ange et au démon ».

Caravage aborde volontiers des thèmes violents.
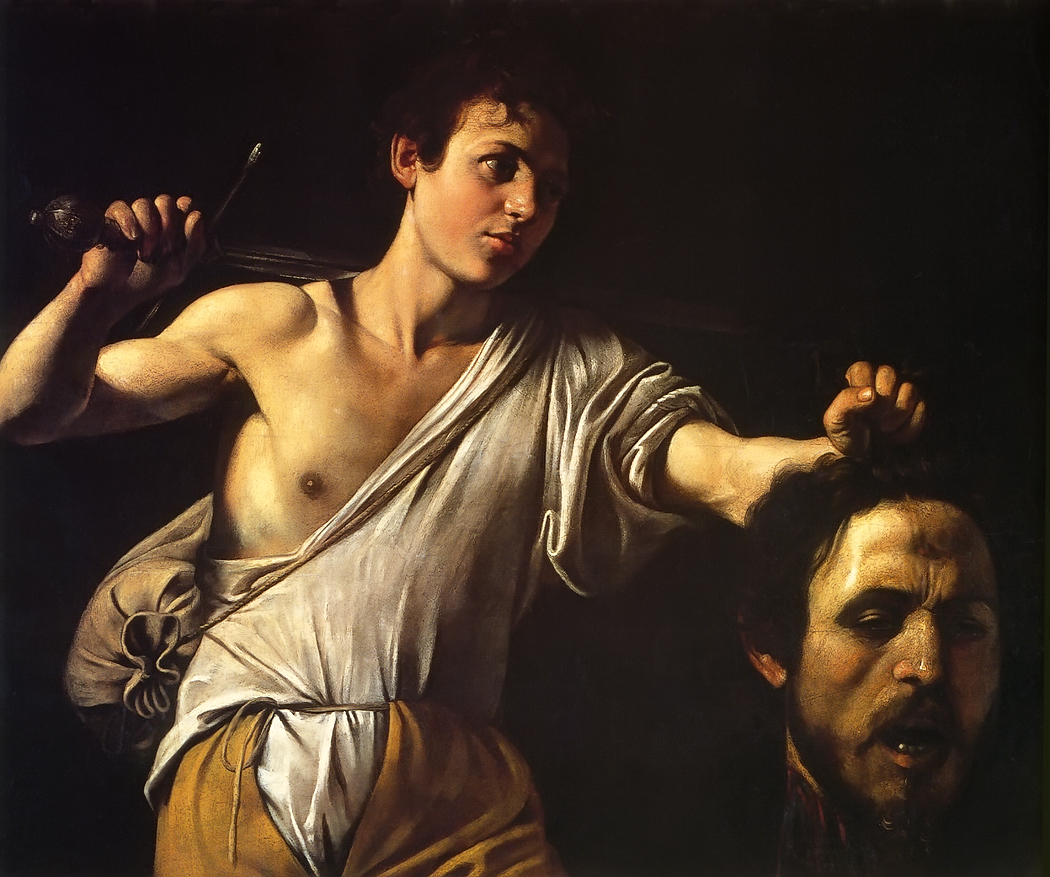
Une décapitation : David avec la tête de Goliath
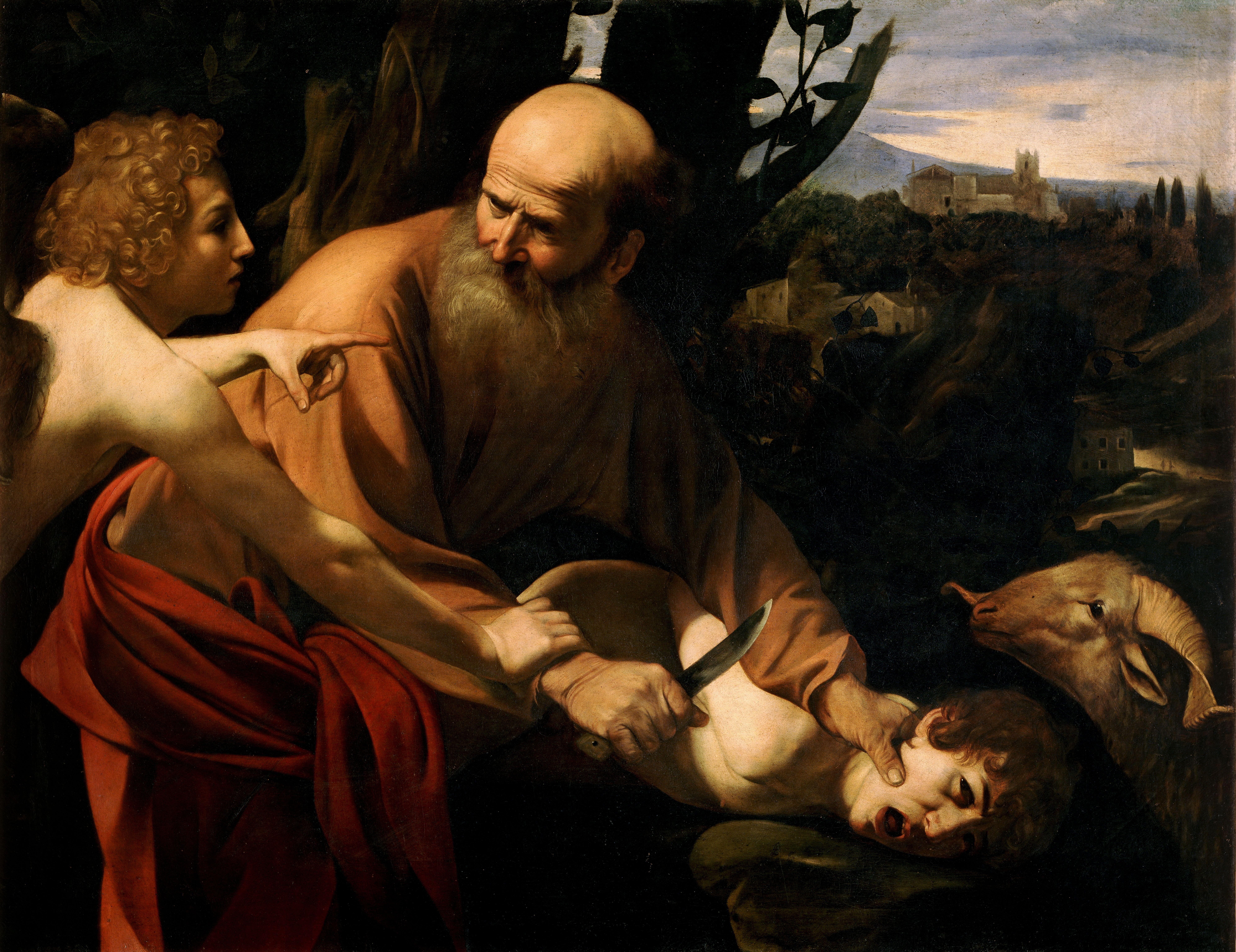
Un sacrifice humain arrêté juste à temps : Le sacrifice d'Isaac
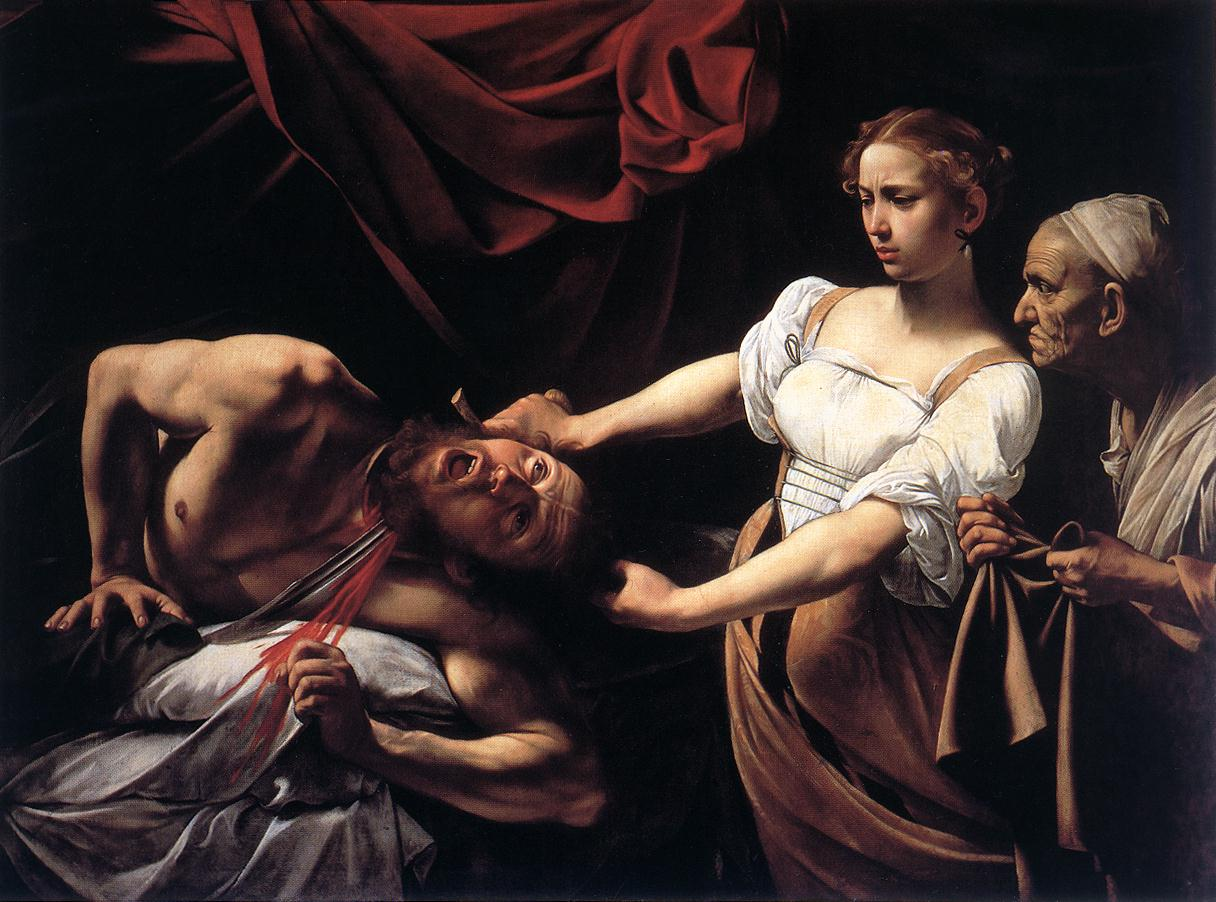
Une nouvelle décapitation : Judith décapitant Holopherne
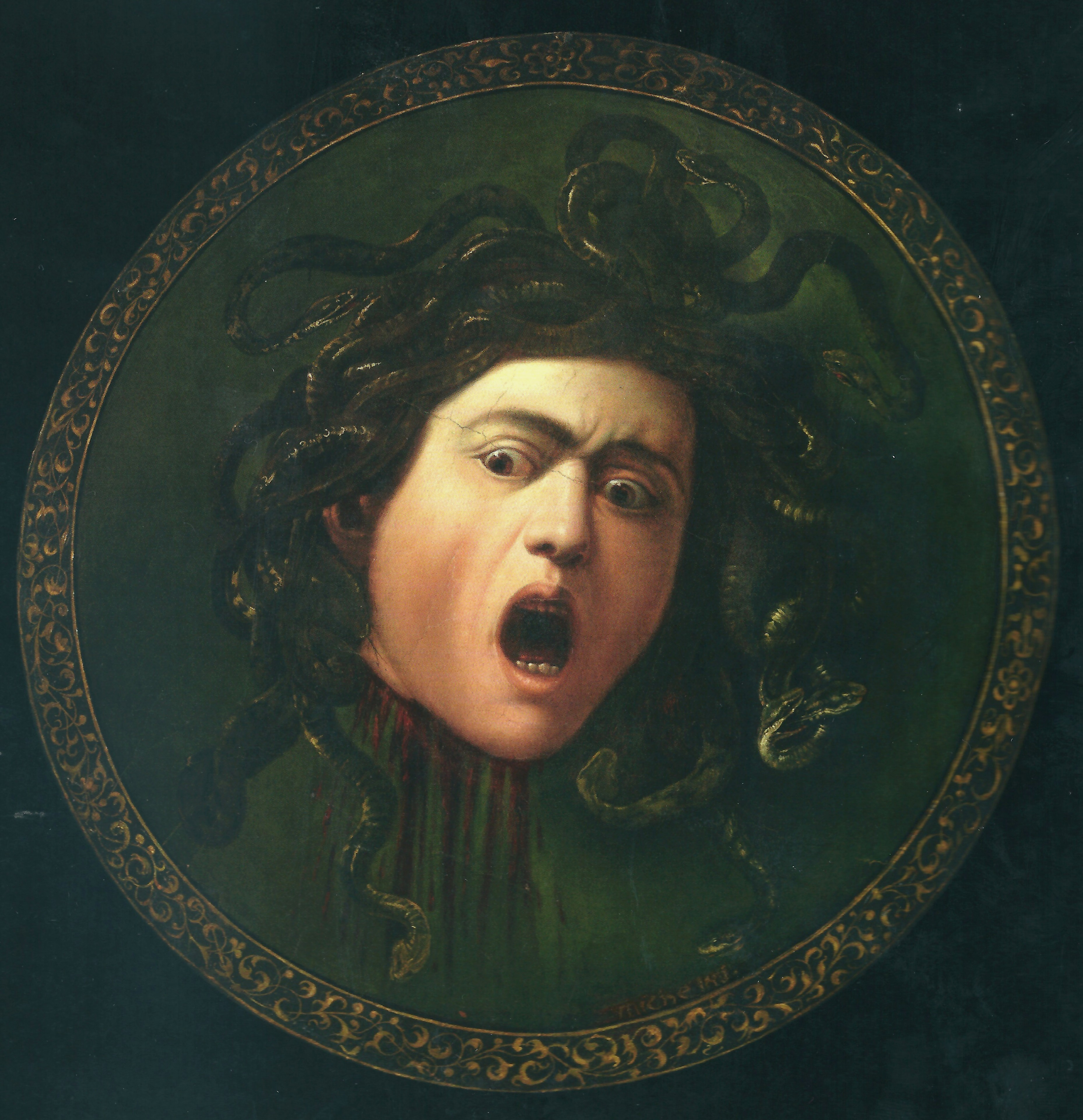
Une autre tête décapitée, figée dans un hurlement : Méduse

Après avoir déjà dû s'exiler quelque temps à Gênes au cours de l'année 1605, après une énième querelle avec un notaire, c'est en mai 1606 qu'une dispute de plus prend une tournure dramatique et contraint Caravage à quitter précipitamment la ville de Rome. Dans un contexte agité, lié aux fêtes de rue et aux rixes qui accompagnent l'élection du pape Paul V, le 28 mai 1606, Caravage participe à une violente bataille à l'épée à l'extérieur d'une salle de jeu de paume près de la basilique San Lorenzo in Lucina,. Il est accompagné d'au moins deux proches : Onorio Longhi et un ancien officier de la garde du nom de Troppa ; ils font face aux deux frères Tomassoni, Ranuccio et Giovan Francesco. Il est probable que cette bataille ait pour enjeu une ancienne querelle entre Longhi et les Tomassoni. Quelle qu'en soit la cause, le conflit est meurtrier : Caravage blesse si grièvement Ranuccio Tomassoni que celui-ci décède le soir même ; Caravage est lui-même blessé à la tête par le frère de Tomassoni qui tue également Troppa. Tous les participants survivants prennent alors la fuite pour échapper à la justice : moins de trois jours après la bataille, l'ambassadeur de Modène rapporte la disparition du peintre. Toujours protégé par del Monte, Caravage s'est effectivement enfui vers le sud (vers Paliano et Zagarolo) pour trouver asile dans les fiefs de l'illustre famille Colonna. Pour sa part, Onorio Longhi s'est réfugié à Milan et n'obtient son pardon qu'en 1611. Giovan Francesco Tomassoni, lui, est gracié dès le mois de décembre de cette même année 1606 sous condition de garder le silence éternel sur l'affaire. 
Caravage entame ainsi une période d'exil de quatre ans qui va le mener notamment vers la Sicile et l'île de Malte, période qui constitue en réalité la dernière étape de sa vie puisqu'il ne reviendra jamais à Rome. Pourtant, il obtient finalement en 1610 le pardon papal qui doit lui permettre de mettre fin à son exil : il prend alors le chemin du retour, mais il meurt en chemin. 

## Œuvre de la période romaine

### Catalogue courant

Jupiter, Neptune et Pluton : la seule fresque que réalise Caravage pendant toute sa période romaine.
Plafond de la villa Ludovisi, Rome.

Les dates de création ici proposées sont issues de la monographie de Sybille Ebert-Schifferer parue en 2009 mais sont à considérer comme indicatives : d'autres auteurs proposent fréquemment des dates différentes, et certains rejettent même l'attribution de certains tableaux à Caravage. Selon les attributions et les datations, le nombre d’œuvres recensées pour la période romaine de Caravage oscille donc entre une quarantaine et une cinquantaine.
- Garçon pelant un fruit (1591-1592)
- Le Petit Bacchus malade (1593)
- Bacchus (1593-1594)
- Garçon avec un panier de fruits (1593-1594)
- Garçon mordu par un lézard (1593-1594)
- Madeleine repentante (1594)
- Le Repos pendant la fuite en Égypte (1594)
- La Diseuse de bonne aventure (version 1594 et version 1595)
- L'Extase de saint François (1594)
- Les Tricheurs (1594-1595)
- Les Musiciens (1595)
- Le Joueur de luth (version 1595-1596 et version 1596)
- Méduse (version v.1596 et version 1597-1598)
- Marthe et Marie-Madeleine (1597-1598)
- Sainte Catherine d'Alexandrie (1597-1598)
- Le Sacrifice d'Isaac (1597-1598)
- Judith décapitant Holopherne (1598-1599)
- Jupiter, Neptune et Pluton (1599)
- Tableaux de la chapelle Contarelli
  - La Vocation de saint Matthieu (1600)
  - Saint Matthieu et l'Ange (version 1599 et version 1602)
  - Le Martyre de saint Matthieu (1599-1600)
- David avec la tête de Goliath (1600-1601)
- Tableaux de la chapelle Cerasi
  - La Conversion de saint Paul (1600-1601)
  - Le Crucifiement de saint Pierre (v. 1604)
- Le Souper à Emmaüs (Londres) (1601)
- Portrait d'une courtisane (après 1601)
- L'Amour victorieux (1601-1602)
- Le Jeune Saint Jean-Baptiste au bélier (1602)
- L'Arrestation du Christ (1602)
- Saint Jean-Baptiste dans le désert (1602-1603)
- Le Couronnement d'épines (Vienne) (1602-1603)
- L'Incrédulité de saint Thomas (v. 1603)
- Portrait de Maffeo Barberini (1603 ?)
- Saint François en méditation (v. 1603 ?)
- La Mise au tombeau (1603-1604)
- La Madone des pèlerins (1604-1605)
- Le Couronnement d'épines (Prato) (v. 1604-1605)
- Le Christ au Mont des Oliviers (v.1605)
- La Madone du rosaire (1605-1606)
- La Mort de la Vierge (1605-1606)
- La Madone des palefreniers (1606)
- Saint Jérôme écrivant (Rome) (1606)
- Saint François en méditation sur le crucifix (1606)

### Compléments possibles
En dehors du catalogue d'Ebert-Schifferer, divers chercheurs contemporains proposent d'ajouter certaines autres œuvres à cette période romaine.
- Narcisse[d]
- David et Goliath (version du Prado)[61]
- Ecce homo[62]
- La Vocation de saint Pierre et saint André[63]
- Saint Jean Baptiste (version de Tolède)[64]
- Saint Jean Baptiste (version de Rome, galerie nationale d'art antique)[65]
- Saint Jérôme en méditation (Barcelone)[66]
- Portrait de Bernardino Cesari[67],[e]
- Portrait de Giambattista Marino [68],[f]